# Allilösztrenol
Az allilösztrenol egy szintetikus progesztogén, amelyet vetélés, ismétlődő vetélés és koraszületési esetekben alkalmaznak. Férfiaknál jóindulatú prosztata megnagyobbodás (hyperplasia) kezelési módszereként is tanulmányozták, biztató eredményekkel.
Az allilösztrenolt különböző márkaneveken forgalmazzák, többek között Gestin, Turinal, Gestanin, Gestanol vagy Gestanon, Maintaine, Orageston és Profar. Az Egyesült Államokban, az Egyesült Királyságban és Kanadában nem forgalmazzák, de a 2011-es állapot szerint általánosan elterjedt gyógyszer Japánban, Oroszországban, Indiában és Délkelet-Ázsia több országában.